# Salmacis (échinoderme)
Genre
Salmacis est un genre d'oursins (échinodermes) de la famille des Temnopleuridae.

## Description et caractéristiques

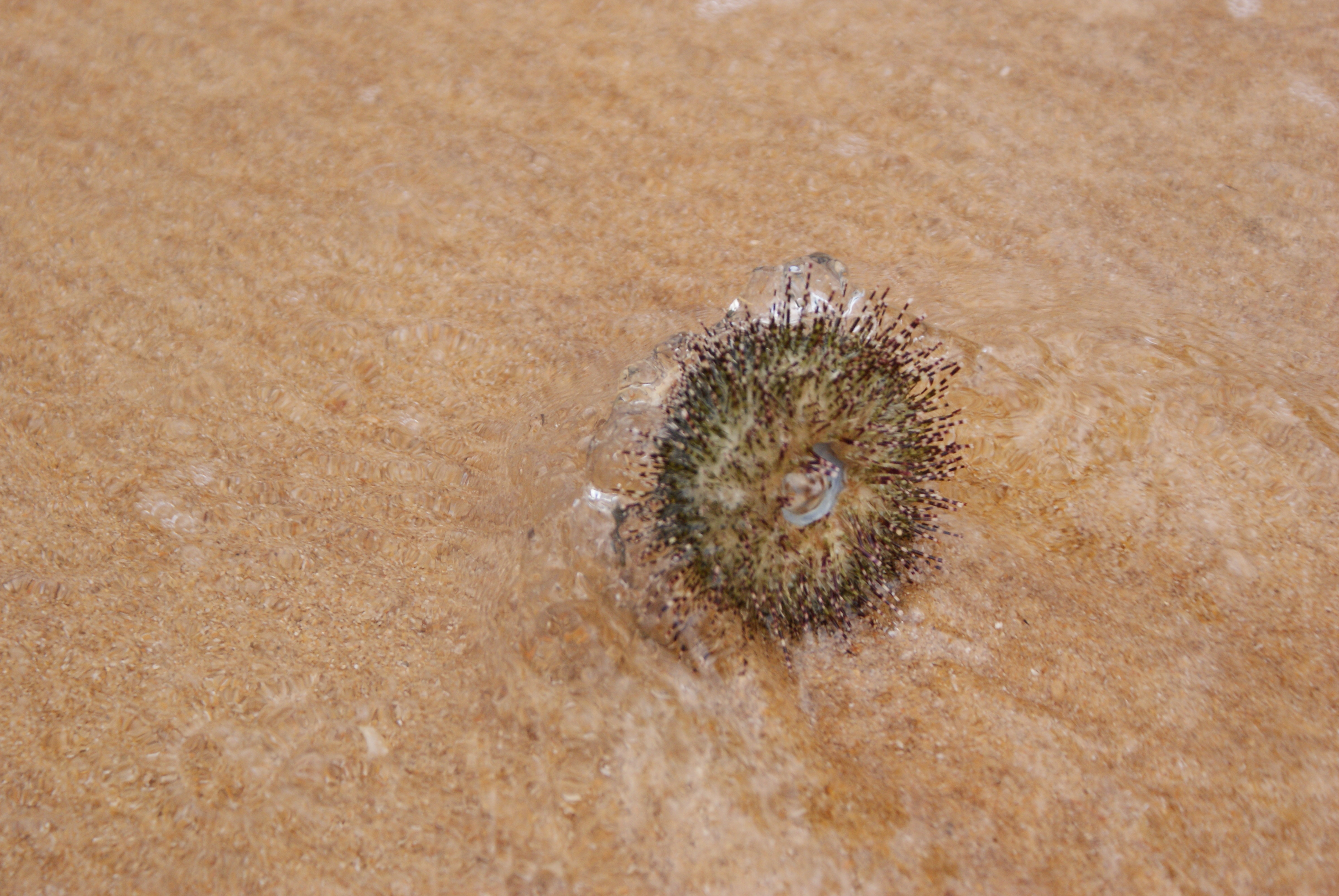
Un Salmacis sphaeroides au Cambodge.

Ce sont des oursins réguliers : le test (coquille) est hémisphérique (de globulaire à subconique), protégé par des radioles (piquants) courtes et fines, l'ensemble suivant une symétrie pentaradiaire (centrale d'ordre 5) reliant la bouche (péristome) située au centre de la face orale (inférieure) à l'anus (périprocte) situé à l'apex aboral (pôle supérieur).
La face orale est presque plane, et légèrement concave au péristome, réduit et arrondi, sans encoches buccales. Les radioles sont courtes et simples, laissant éventuellement des zones géométriques nues. Le disque apical est dicyclique, avec un cercle de tubercules entourant le périprocte, qui est subcirculaire. Les ambulacres sont trigéminés, avec des paires de pores disposées de manière oblique en rangées droites, protégés par quelques tubercules épars ; les plaques contiennent généralement un tubercule primaire et un secondaire, plus quelques miliaires. Les interambulacres sont allongés, avec un tubercule primaire bien distinct, flanqué de chaque côté d'un tubercule secondaire à peine plus petit. Tous ces tubercules sont non perforés mais crénulés ; les ambulacraires et les interambulacraires sont de taille comparable. Les sillons de sutures sont bien visibles, notamment aux jonctions triples.
Ces oursins font partie des « oursins collecteurs » : ils portent souvent des objets (débris, algues) au-dessus d'eux pour se protéger.
Les 7 espèces de ce genre sont particulièrement difficiles à distinguer, d'autant plus qu'elles partagent à peu près la même aire de répartition (notamment en mer de Chine méridionale). D'après une synthèse de 2006, Salmacis belli a des radioles annelées de rouge et de jaune sur une base de vert, Salmacis bicolor a des radioles annelées de rouge et de jaune à violet et vert sur une base de rouge, Salmacis sphaeroides a des radioles annelées de brun, violet ou vert et de blanc sur une base de vert, et Salmacis virgulata a des radioles violettes sur une base de blanc.
Ces oursins ne doivent pas être confondus avec ceux du genre Asthenosoma, qui sont venimeux : ces derniers sont plus aplatis, ont les piquants plus longs et non lisses, mais comme perlés de capsules à venin. Le genre Salmaciella est également très proche et source de confusions. 

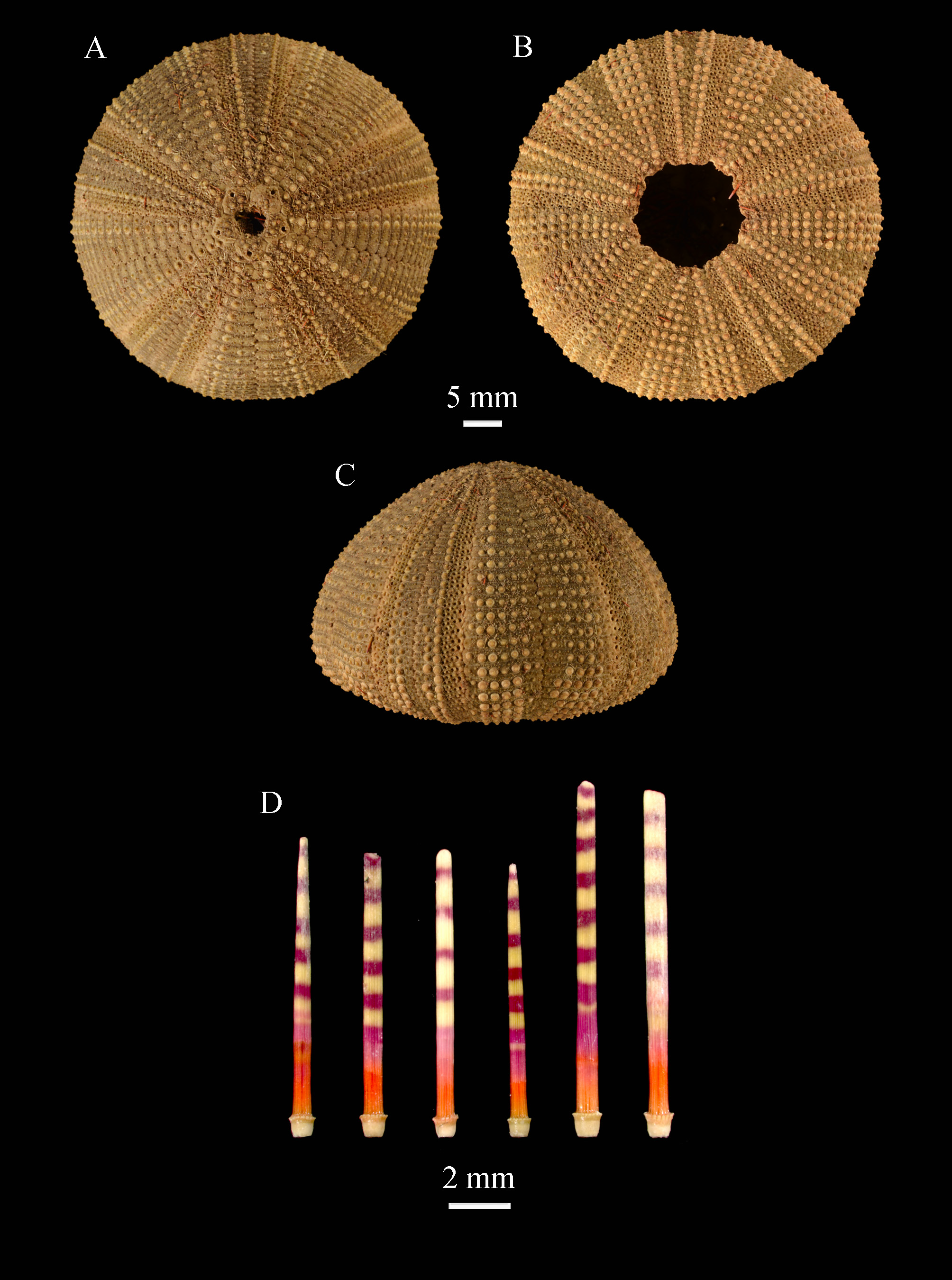
Salmacis bicolor
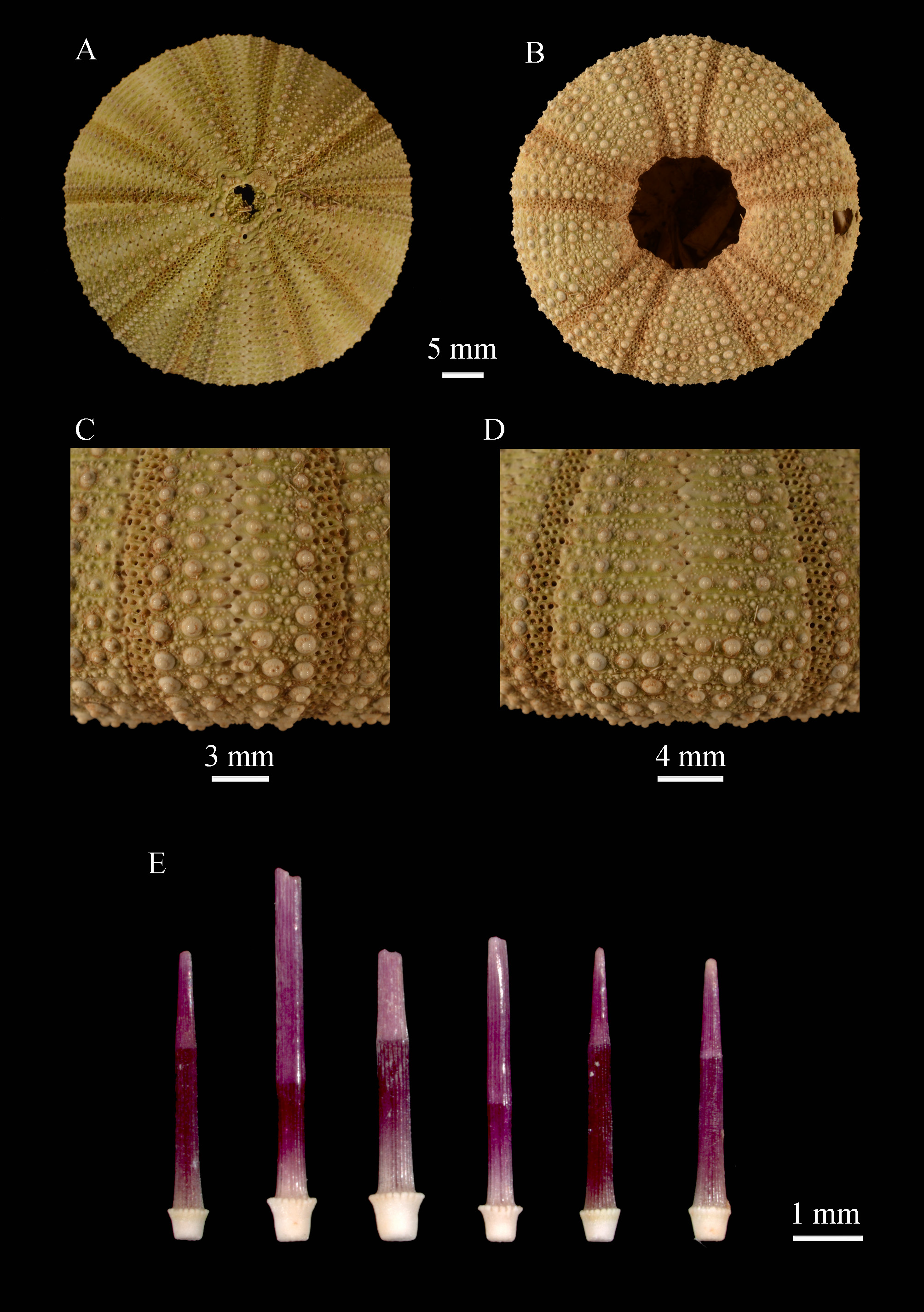
Salmacis virgulata

## Systématique
- Le genre a été décrit par le naturaliste Louis Agassiz en 1841[3], en référence à la nymphe de la mythologie romaine Salmacis.
- L'espèce-type est Salmacis bicolor Agassiz, in Agassiz & Desor, 1846[1].

### Liste d'espèces
Selon World Register of Marine Species (9 février 2014) :
- Salmacis belli Döderlein, 1902 -- Malaisie et région malaise jusqu'en Nouvelle-Calédonie (radioles annelés à base verte, surtout sur la face aborale)
- Salmacis bicolor L. Agassiz in L. Agassiz & Desor, 1846 -- Océan indien et ouest-Pacifique (radioles annelés à base rouge)
- Salmacis roseoviridis Koehler, 1927 -- Océan indien (test rose et vert, radioles annelés à base rouge - Holotype du Sri Lanka)
- Salmacis rubricincta H.L. Clark, 1925 -- Océan indien (test vert, radioles blancs annelés de rouge - Holotype de Saya de Malha)
- Salmacis sphaeroides (Linnaeus, 1758) -- Océan indien et ouest-pacifique (radioles annelés, pédicellaires avec des dents latérales)
- Salmacis virgulata L. Agassiz in L. Agassiz & Desor, 1846 -- Océan Indien (pointes violettes, seule espèce sans anneaux)
- Salmacis nuda Currie, 1930 †

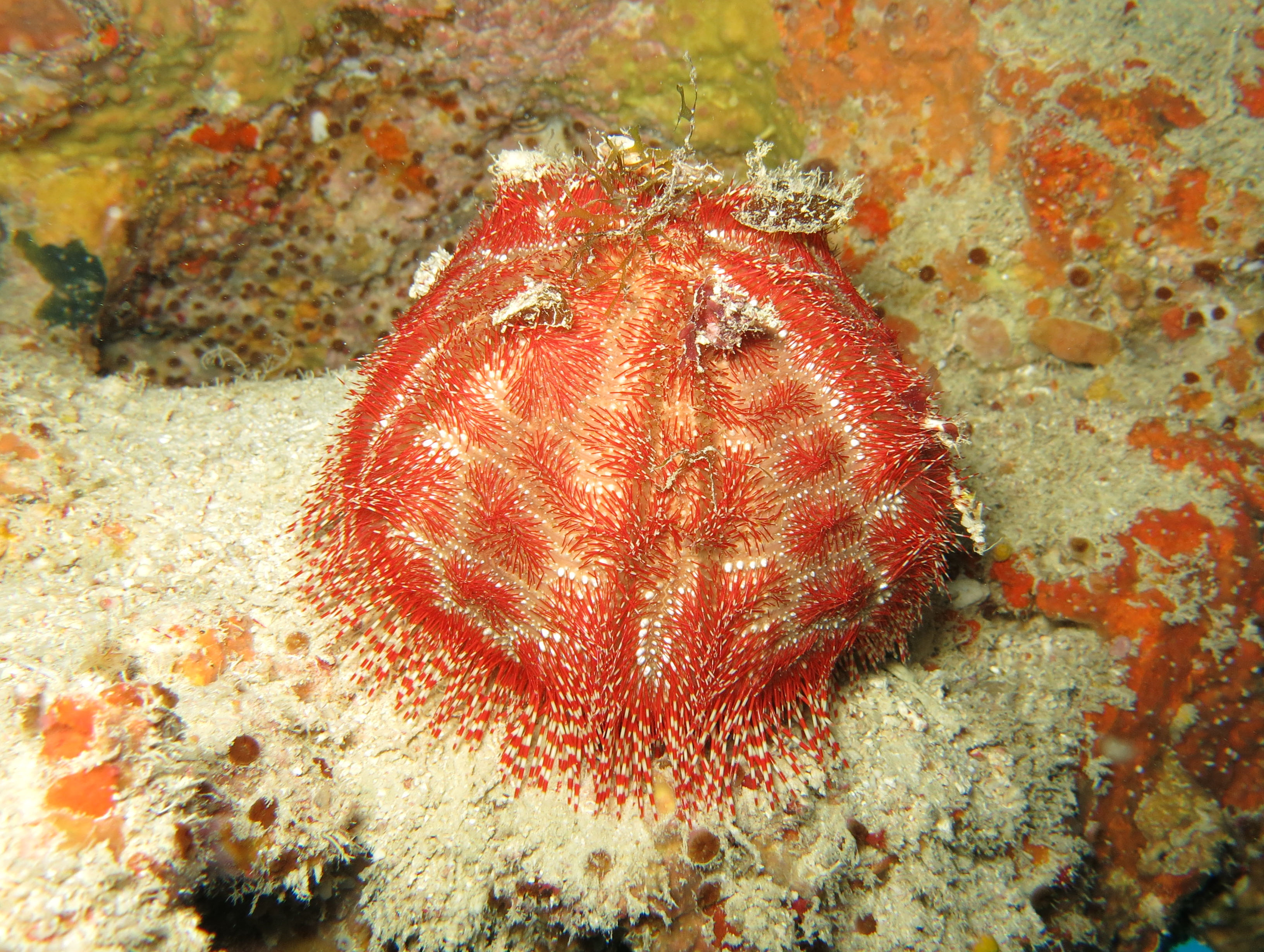
Salmacis belli en Nouvelle-Calédonie.
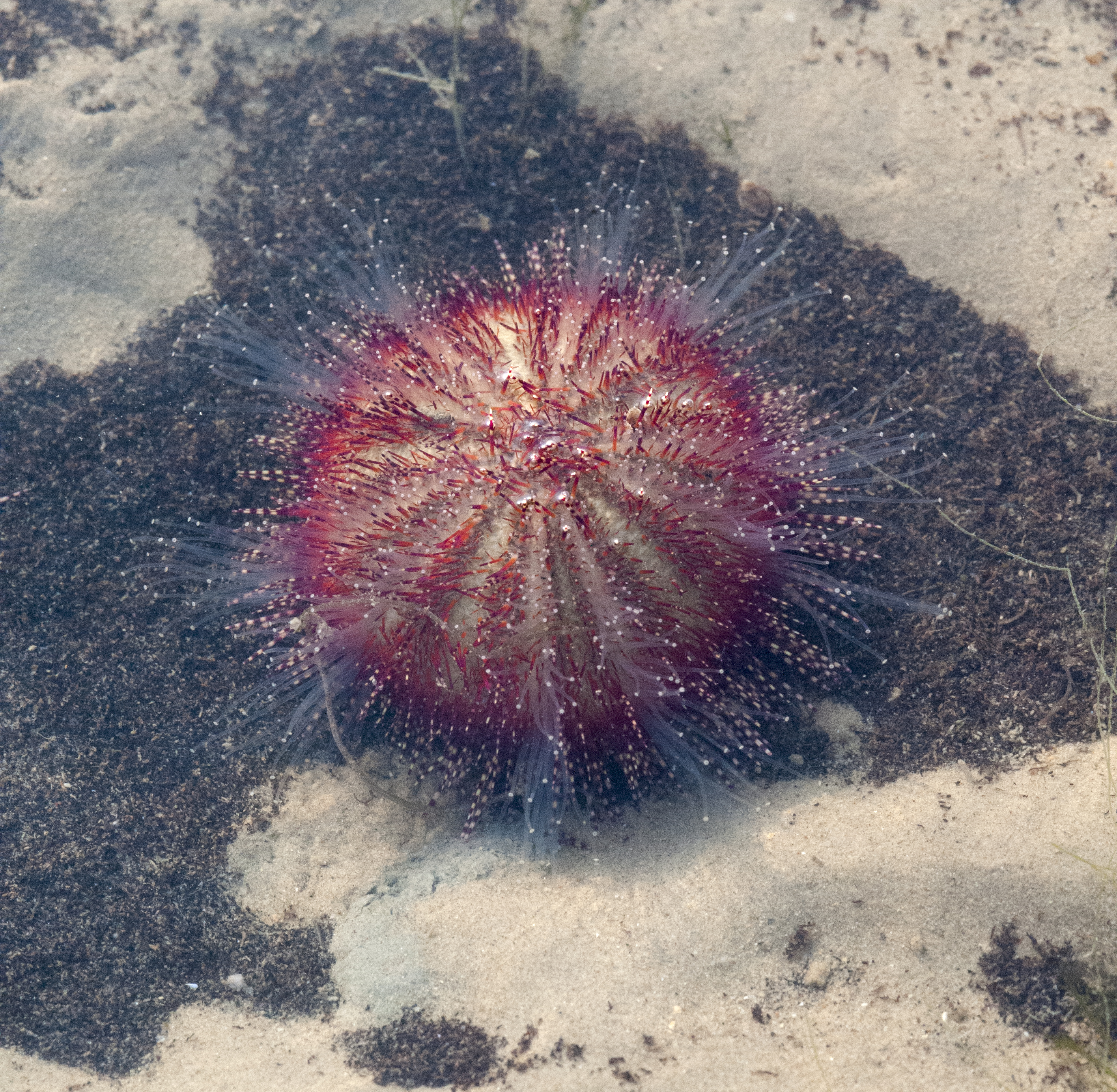
Salmacis bicolor à Singapour.
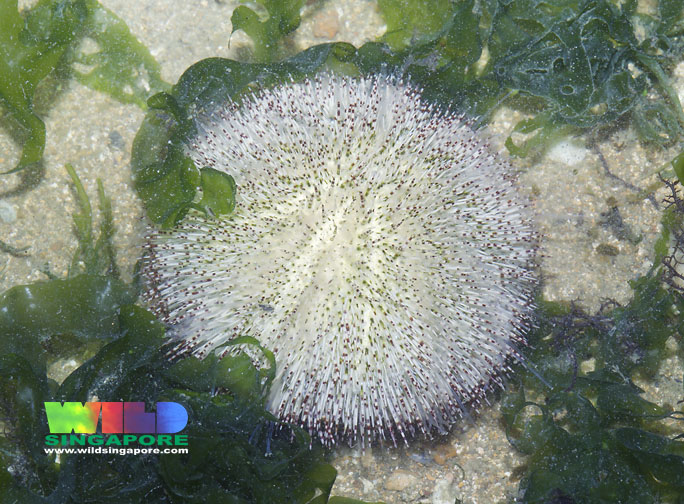
Salmacis sphaeroides à Singapour.
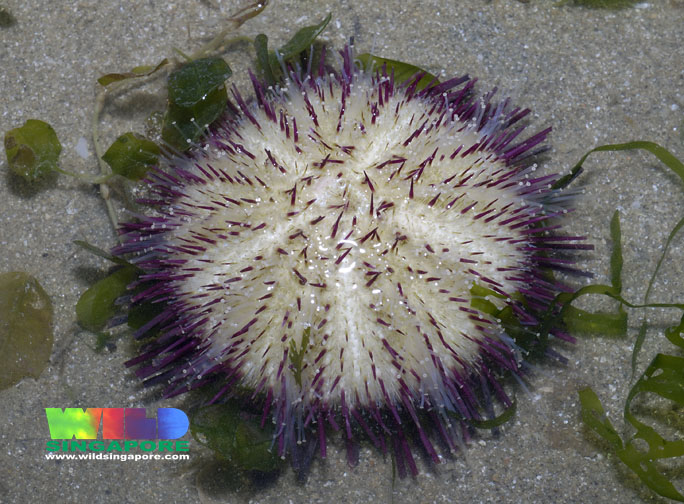
Salmacis virgulata à Singapour.

Salmacis belli unicolor séché et préservé
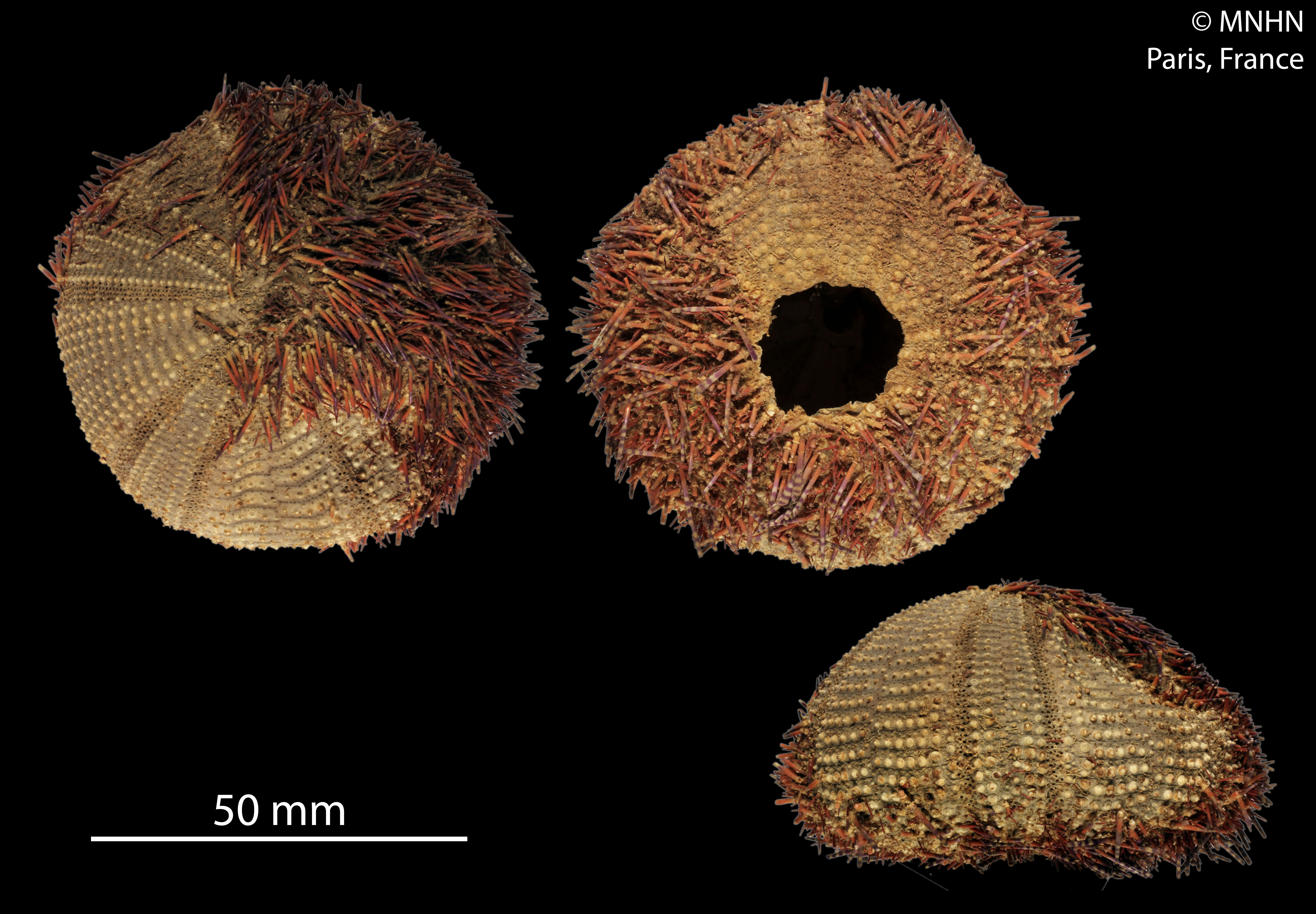
Test partiellement dénudé de Salmacis bicolor
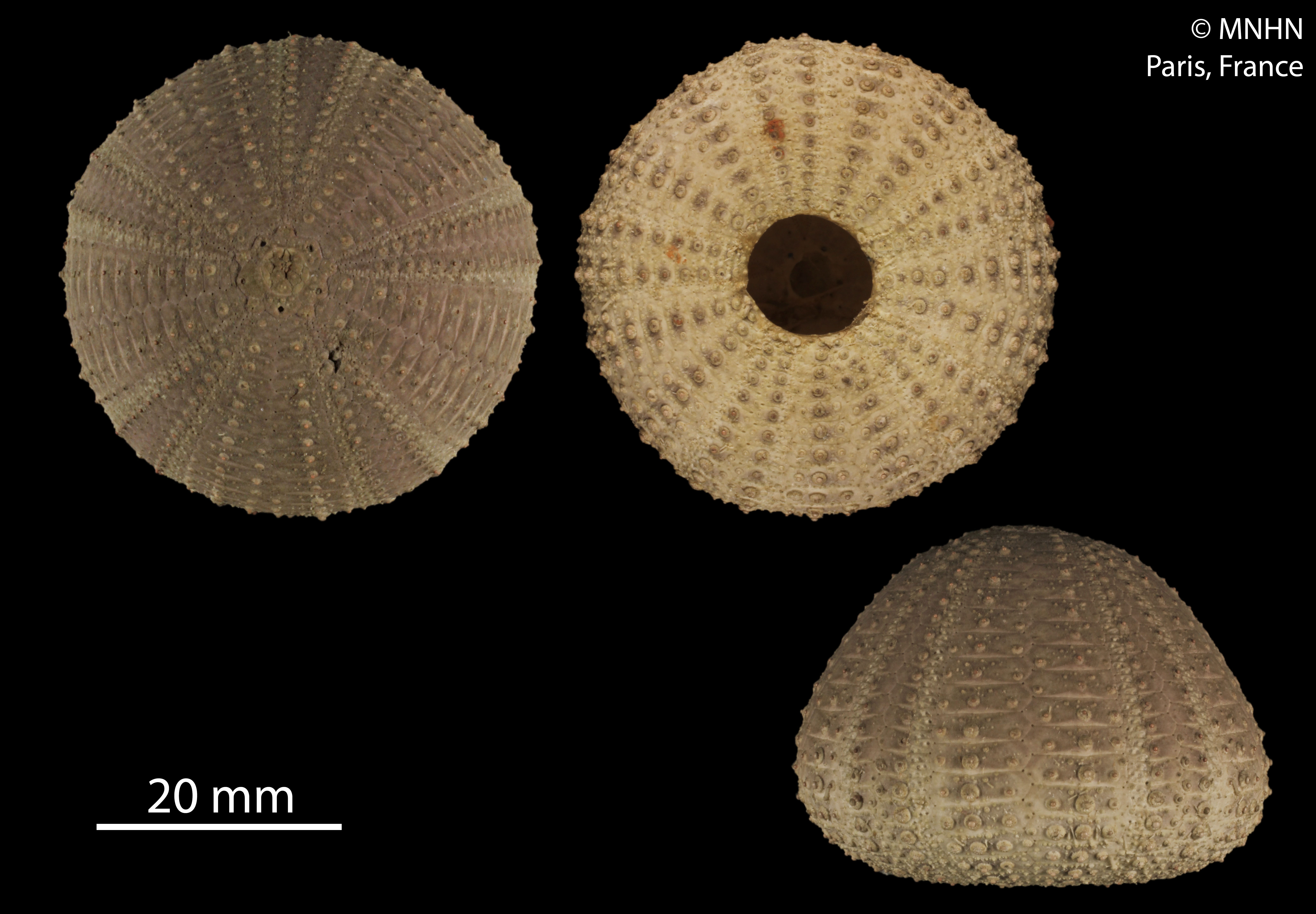
Salmacis sphaeroides (MNHN)
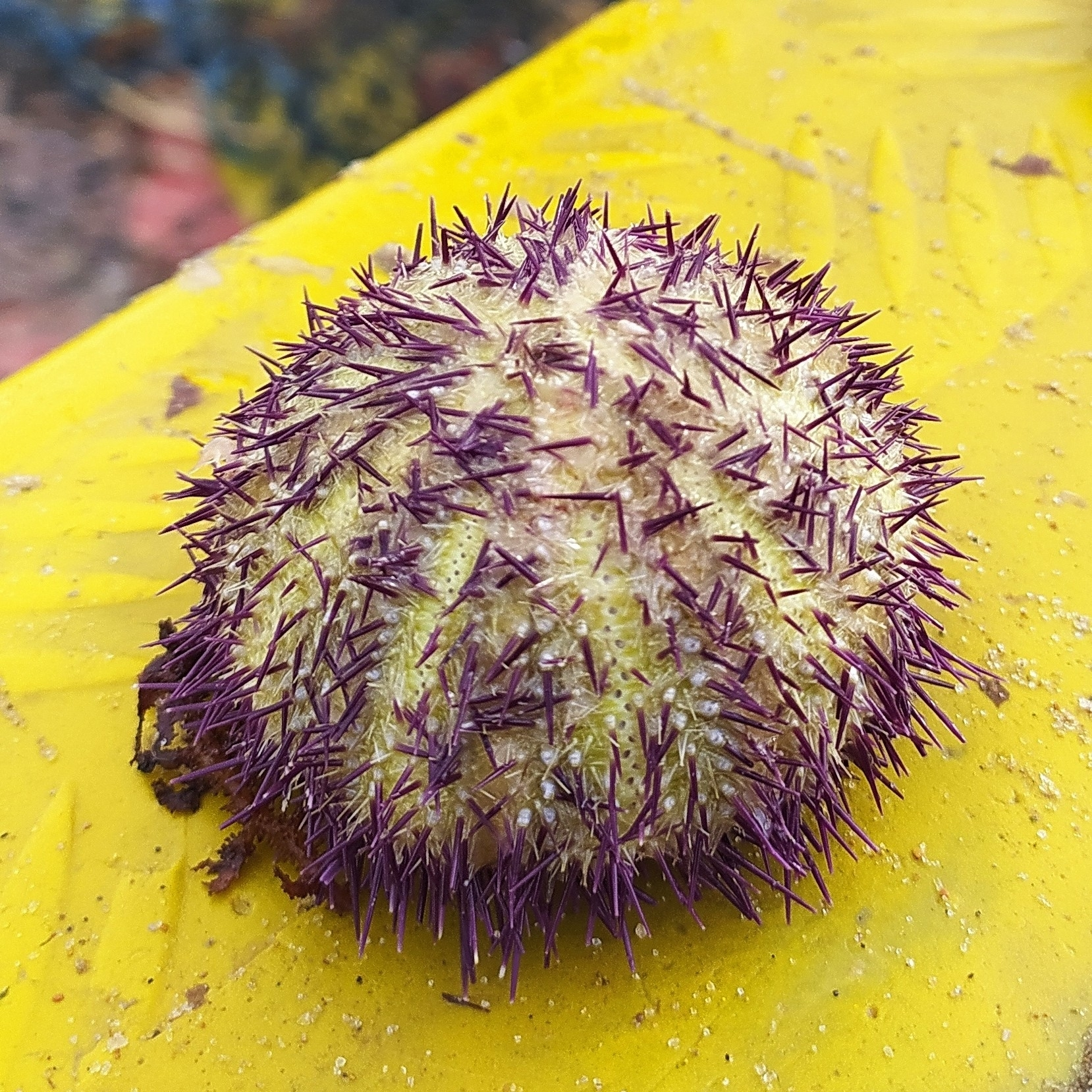
Salmacis virgulata